# Vello Kaaristo
Vello Kaaristo, né le 17 mars 1911 à Narva et mort le 14 août 1965 est le premier fondeur estonien à participer aux Jeux olympiques.
Lors des jeux olympiques d'hiver de 1936, il se classe trentième du 18 km avec un temps de 1 h 25 min 11 s, et vingt-troisième du 50 km avec un temps de 4 h 05 min 52 s.